# Trambesòs
Il Trambesòs (il cui nome originale del progetto fu tranvia del distretto di Sant Martí-Besòs) è una rete tranviaria che unisce vari municipi del nord della comarca di Barcellona. La rete è stata inaugurata ed è entrata in funzione l'8 maggio 2004.
Oggi offre il suo servizio tra Barcellona, Sant Adrià de Besòs e Badalona tramite le linee T4 e T5 e T6.
Il nome della linea proviene dall'unione delle parole "tram" e "Besòs", nome del fiume che attraversa la zona.
A Barcellona è presente un'altra rete tranviaria chiamata Trambaix.

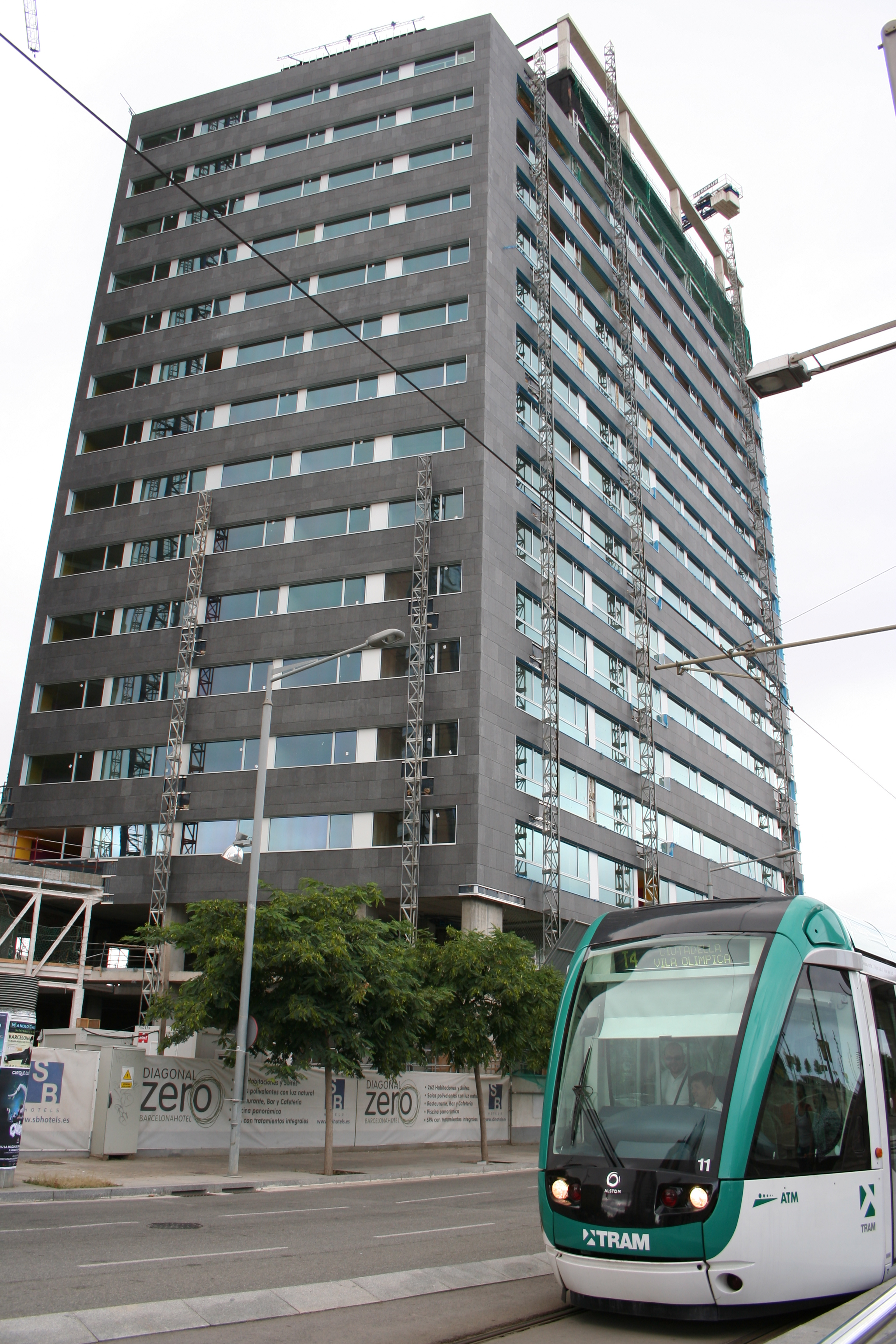
Trambesòs di fronte all'albergo Diagonal Zero

## Linee e interscambi
Le tre linee presentano delle parziali sovrapposizioni tra loro: 
- La linea T4 e la linea T6 condividono la tratta tra il capolinea comune di Estació de Sant Adrià e Port Fòrum (2 fermate)
- La linea T5 e la linea T6 condividono la tratta tra Parc del Besòs e il capolinea comune di Ciutadella-Vila Olímpica (12 fermate)

Schema complessivo del Trambesòs

La tabella seguente sintetizza gli interscambi tra le linee del tram e le altre linee di trasporto su rotaia:
| Fermata                  | Interscambio | Linea di Trambaix | Collegamento          |
| ------------------------ | ------------ | ----------------- | --------------------- |
| Ciutadella-Vila Olímpica |              |                   | diretto               |
| Marina                   |              |                   | diretto               |
| Verdaguer                |              |                   | diretto               |
| Monumental               |              |                   | in prossimità (2 min) |
| Glòries                  |              |                   | diretto               |
| Selva de Mar             |              |                   | diretto               |
| El Maresme               |              |                   | in prossimità (3 min) |
| Estació de Sant Adrià    |              |                   | diretto               |
| Besòs                    |              |                   | diretto               |
| Sant Roc                 |              |                   | diretto               |
| Gorg                     |              |                   | diretto               |

### T4
La linea T4 è stata la prima ad essere inaugurata a maggio 2004, con un servizio iniziale di dieci fermate. Il 14 luglio dello stesso anno il servizio fu prolungato di quattro stazioni. Dal 21 ottobre 2024 il percorso della linea è stato modificato e il capolinea provvisorio spostato a Verdaguer, in previsione del collegamento con il servizio Trambaix lungo l'Avinguda Diagonal. La linea si estende per 6,458 km e la stazione di Glòries funge da interscambio con le altre due linee.

### T5
La linea fu inaugurata il 4 ottobre 2006, in ritardo rispetto ai piani iniziali che prevedevano l'entrata in servizio nel corso del 2005. Inizialmente fu aperto un tratto di sei stazioni, tutte a Barcellona, tra la stazione di Glòries e quella di Besòs con interscambio con la linea L4 della metropolitana di Barcellona.
Il 5 maggio 2007 furono inaugurate le altre quattro stazione, fino alla stazione di Sant Joan Baptista a Sant Adrià de Besòs.
L'8 settembre 2007 è entrato in servizio un ulteriore tratto della linea, due anni e mezzo dopo il previsto. Dal 21 ottobre 2024, con il cambiamento del tracciato della linea T4 verso Verdaguer, la linea è stata prolungata fino a Ciutadella/Vila Olímpica, sul tracciato precedentemente servito dalla linea T4..

### T6
La linea T6 è entrata in servizio il 15 giugno 2008 e il suo percorso modificato nel 2012 e poi nel 2024. Per la sua realizzazione si è utilizzato il tracciato già esistente delle linee T4 e T5 e un piccolo tratto che unisce le due linee dentro Sant Adrià de Besòs nel quartiere della Mina. Dal 21 ottobre 2024, con il cambiamento del tracciato della linea T4 verso Verdaguer, la linea è stata prolungata fino a Ciutadella/Vila Olímpica, sul tracciato precedentemente servito dalla linea T4..